# K2 atmitec
K2 atmitec s.r.o. je česká společnost se sídlem v Ostravě, která se zabývá poskytováním komplexního ICT servisu – výrobou a vývojem informačního systému K2, provozováním hardwarových a cloudových služeb a poradenstvím. Od roku 2010 společnost disponuje také vlastním datovým centrem a stává se tak jediným producentem informačních systémů na českém trhu, který dokáže svým klientům nabídnout tuto přidanou hodnotu.

## Historie společnosti
- Roku 1991 začala společnost pod tehdejším názvem KCT Ostrava spol. s r. o.[1] prodávat hardwarové produkty.
- V roce 1993 uvedla na trh software K2 na bázi DOS
- Systém pro Windows byl představen v roce 1999. Za zmínku stojí, že jedna platforma nenahradila druhou, nýbrž po několik let běžely obě paralelně.
- Roku 2006 se Informační systém K2 dočkal diferenciace díky produktům K2 Business (pro malé podniky), K2 Professional (střední podniky), nebo K2 Enterprise (velké korporace).
- V roce 2010, se vznikem datového centra,[6] doplnila firma svůj výčet nabízených služeb o cloudové služby.[7] Nové centrum je vybaveno moderními technologiemi a splňuje vysoké bezpečnostní nároky[8], nachází se v Ostravě Přívoze a budově se říká "Odra".[9]
- V roce 2012 se firma rozhodla vstoupit i do segmentu mobilních telefonů. Po uvedení webového klienta K2 4WEB, online verze ISK2, v roce 2011, budou na podzim 2012 představeny také aplikace pro přístup a práci s Informačním systémem K2 s možností stáhnutí z Google Play či Windows Market Place.
- V roce 2013 byla do Informačního systému K2 zařazena podpora QR kódů pro zjednodušení plateb klientů.[10][11] Zároveň byla na podzimní konferenci představena nová verze informačního systému K2 s názvem Portal, která umožňuje přístup k firemním datům odkudkoli.[12]

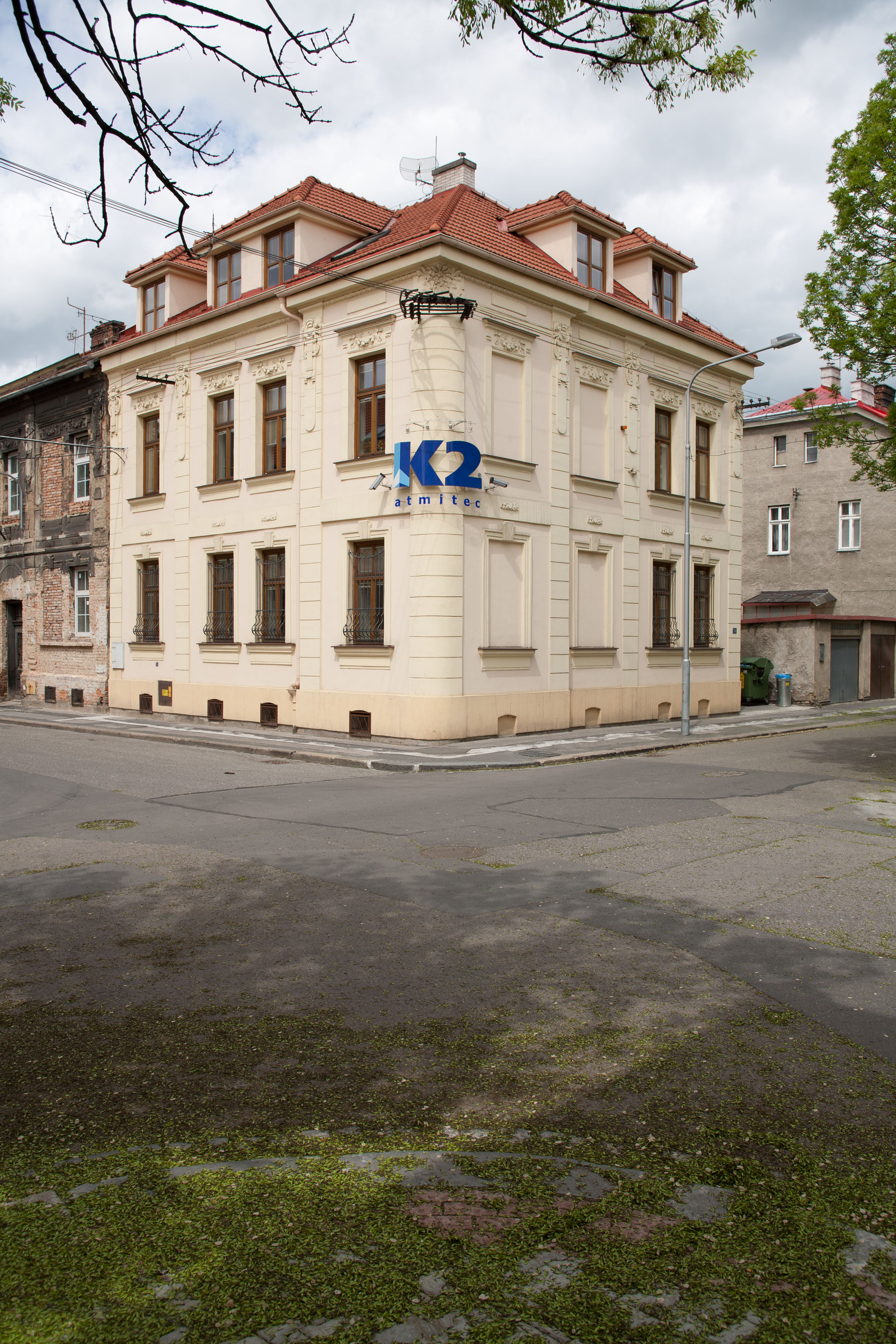
Staré sídlo K2 atmitec s.r.o.

### Etymologie názvu
Jméno firmy má symbolický podtext. Stejnojmenný himalájský vrchol totiž ztělesňuje nadčasovost, stabilitu a vytrvalost. V případě druhé půlky názvu „atmitec“ se jedná o složeninu výrazů „átmika“, sanskrtského termínu pro vnitřní já, a anglicismu „technology“.

## Současnost společnosti
Současné portfolio společnost označuje jako „4D filozofii“ a spadá pod něj „K2 management“ (architektura, projektový a inovační management), „K2 solution“ (SW a HW řešení, konektivita, koncová zařízení), „K2 software“(softwarové nástroje pro řízení podniků) a „K2 cloud“ (SaaS, PaaS, IaaS, housing a webhosting).

## Certifikáty a ocenění
Společnost je držitelem následujících certifikátů:
- ČSN EN ISO 9001:2009
- ISDOC – Deklarace o společném postupu v oblasti elektronické fakturace v ČR
- Certifikát členství ICT Unie o.s., sdružení pro informační technologie a telekomunikace
- Microsoft Partner Network:
  - Gold Indepent Software Wendor 2012
  - Silver Business Intelligence 2012

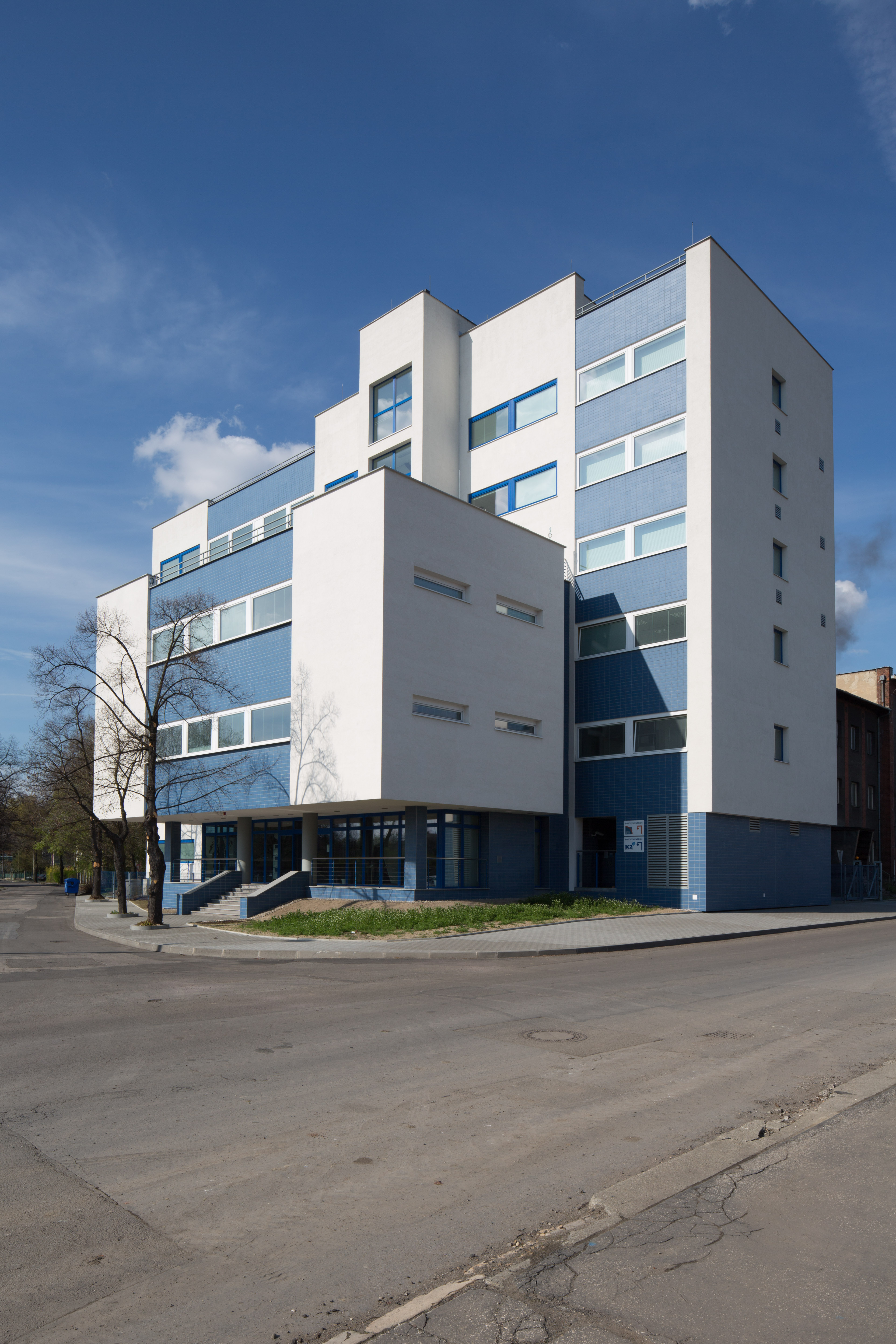
Nové sídlo K2 atmitec

Společnost získala následující ocenění:
- Finalista soutěže IT produkt roku 2007 s produktem K2 Business
- TOP 100 ICT společností v ČR 2012[15]
- Finalista soutěže IT produkt roku 2012 s produktem Informační systém K2 4WEB[16]